# Kakurin-ji (Katsuura)

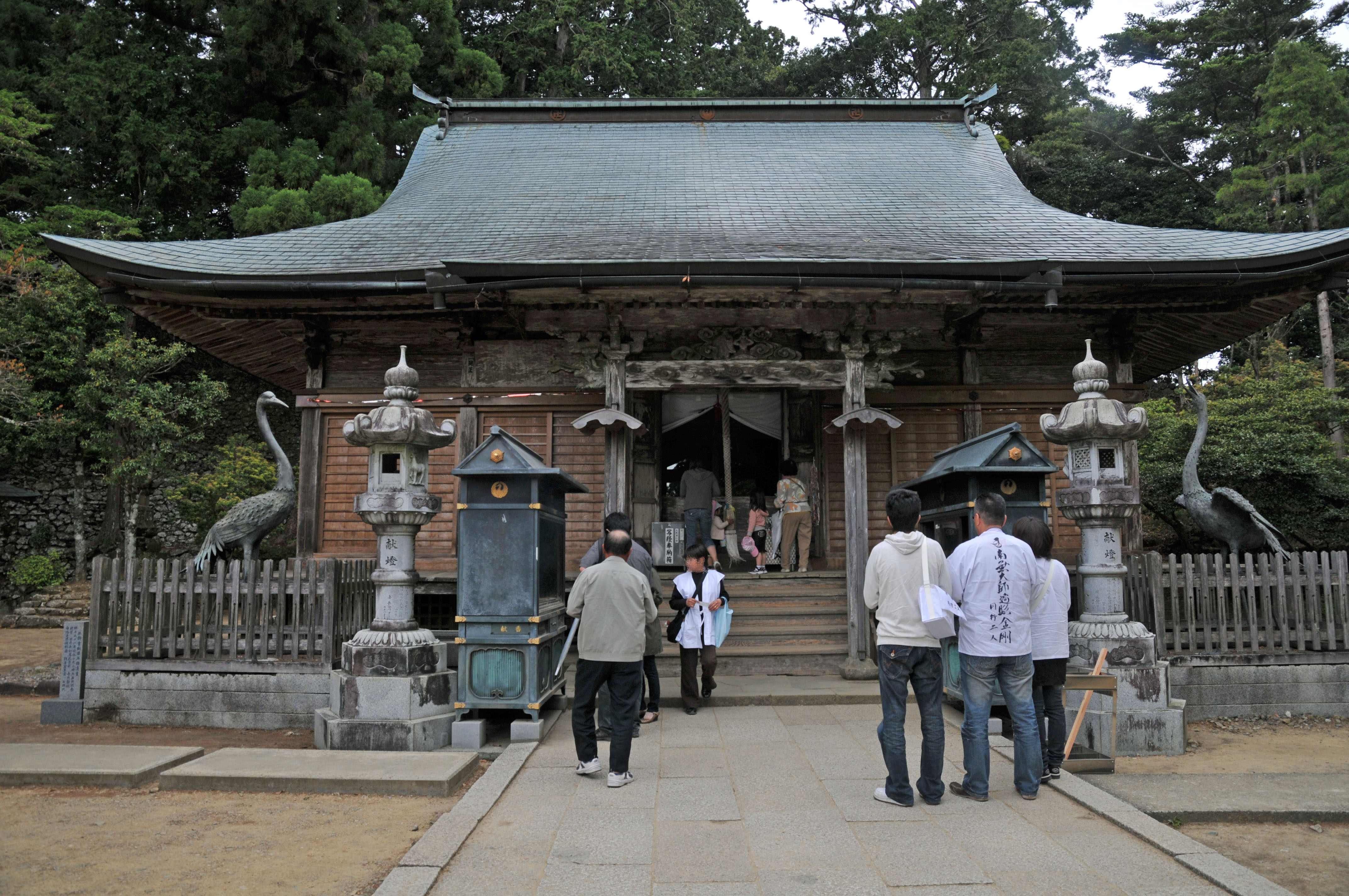
Haupthalle

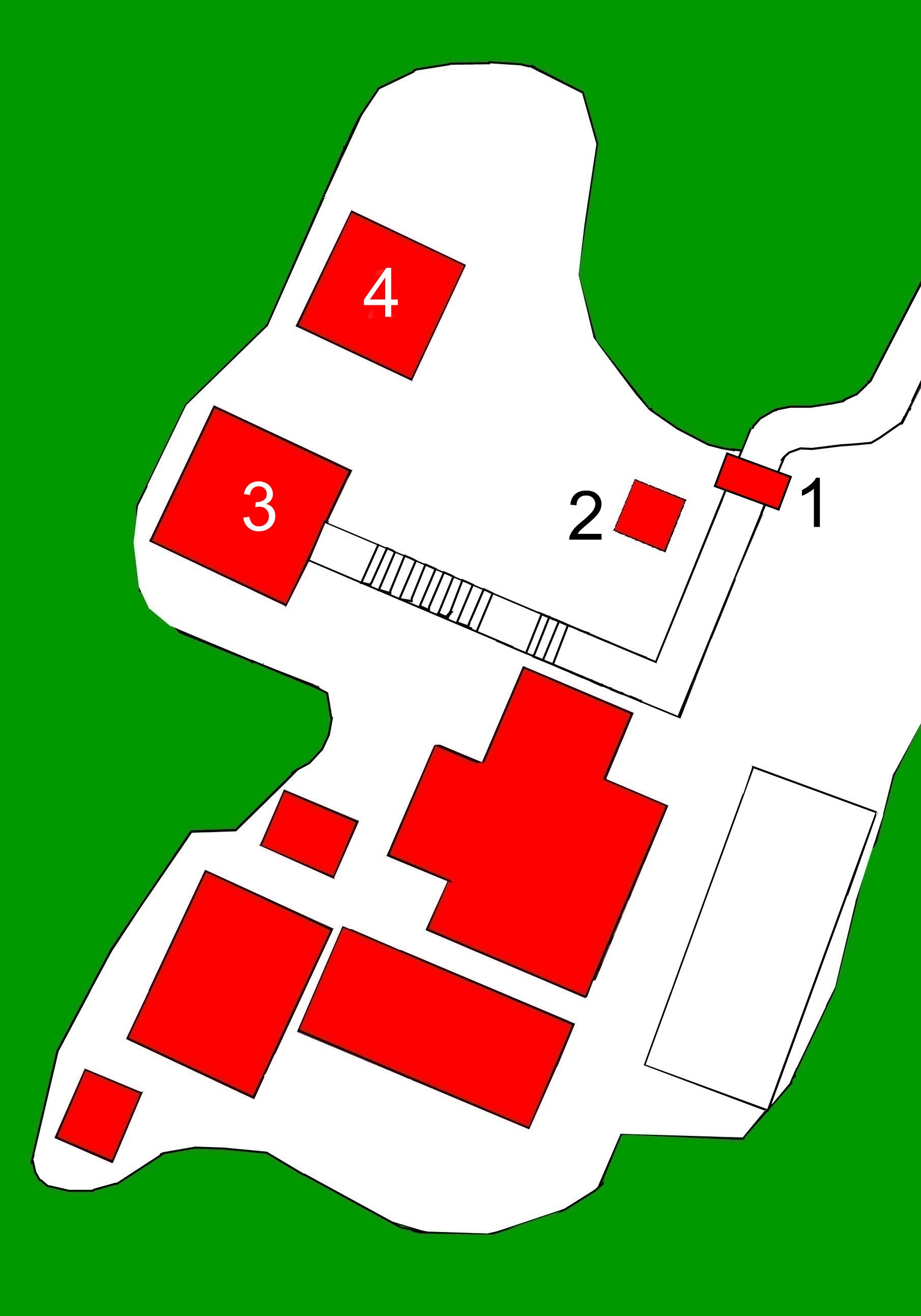
Plan des Tempels
(s. Text)

Der Kakurin-ji (japanisch 鶴林寺) mit den Go Ryōjusan (霊鷲山) und Hōjuin (宝珠院) in Katsuura (Präfektur Tokushima) ist ein Tempel, der zum Shingon-Buddhismus gehört. In der traditionellen Zählung ist er der 20. Tempel des Shikoku-Pilgerwegs.

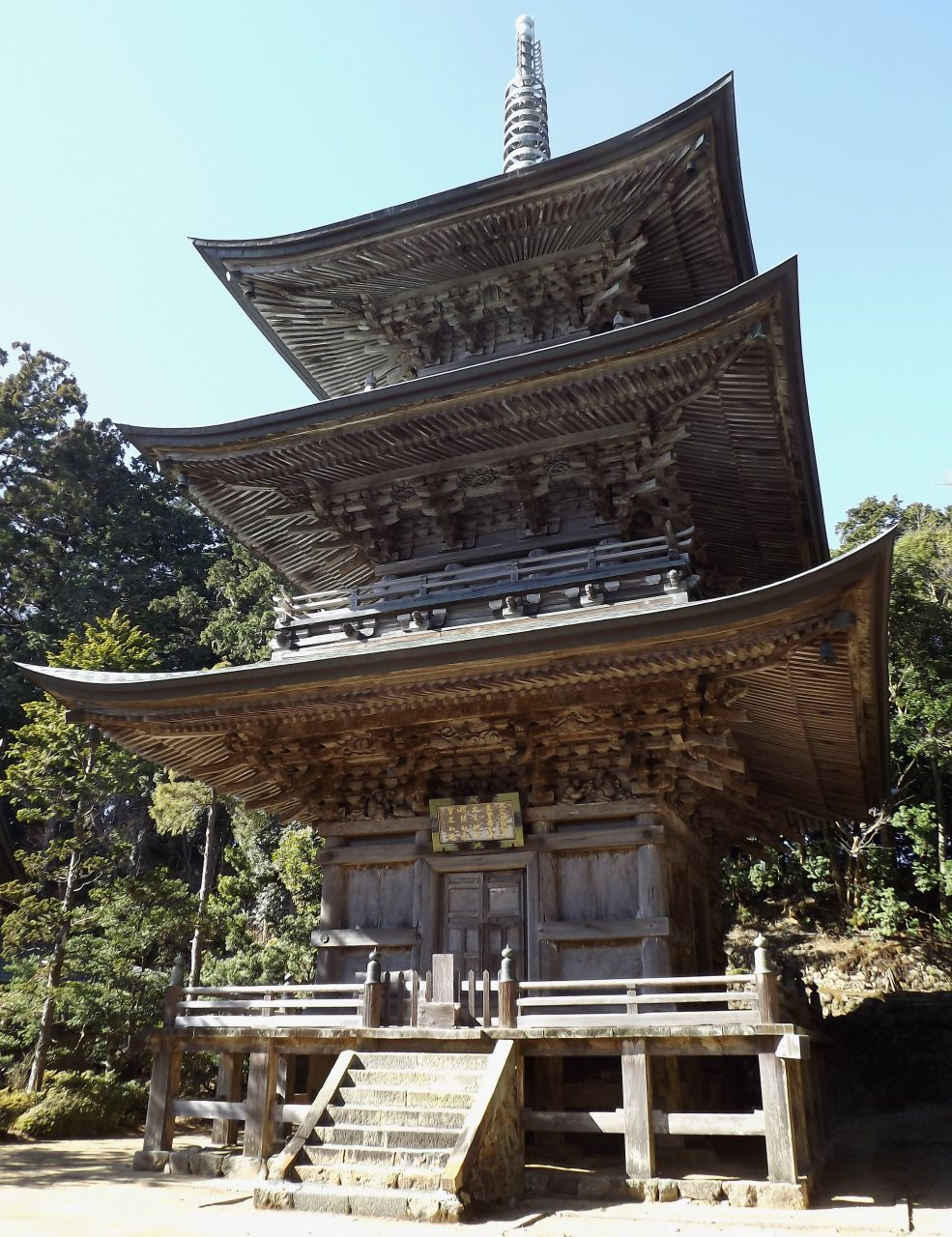

## Geschichte
Als im Jahr 798 Priester Kūkai den Daikō-ji gründete, sah er im Norden Berge, auf denen sich von alters her eine geweihte Stätte befand. Da hatte er die Eingebung, dort hinzugehen und einen Tempel zu erbauen. Als er dort war, sah er unter alten Sugi ein Kranich-Paar die Flügel schlagen, um einen kleinen goldenen Jizō Bosatsu, der 3 ¼ cm groß war, zu beschützen. Das sah er als gutes Zeichen an und fertigte einen Jizō, der 2 Shaku, also etwa 90 cm groß war und versenkte den goldenen Jizō in dessen Inneren. So kam es zu dem Go Ryōjusan, was etwa „Seelenadler-Tempel“ bedeutet.
Priester Shinnen (真然) II. vollendete den Tempel als klassische 7-Bauten-Anlage (七堂伽藍, Shichidō-garan). Unterstützt wurde der Tempel vom Kaiserhaus und von den Sengoku-Daimyō-Familien Miyoshi und Hachisuka, die in dieser Gegend regierten.

## Anlage
Man betritt die Tempelanlage durch das Tempeltor, das hier als Niō-Tor (仁王門; 1) ausgeführt ist, also als Tor, das auf den beiden Seiten durch je einen Tempelwächter geschützt wird. Die beiden Figuren sollen von dem berühmten Bildhauer Unkei angefertigt worden sein. Gleich hinter dem Tor steht rechts die „Sechseckhalle“ (六角堂, Rokkakudō; 2), die aus dem Jahr 1861 stammt. Dort werden sechs „Sand-Jizō“ (御砂地蔵, Osuna Jizō) verehrt, die von Kukai stammen sollen. Wenn man dann rechts die Stufen hochsteigt, gelang man zur Haupthalle (本堂, Hondō; 3), die 1604 errichtet wurde und vor der rechts und links ein Kranich steht. Hauptkultfigur ist ein stehender Jizō aus Holz (木造地蔵菩薩立像, Mokuzō Jizō Bodatsu ritsuzō), der als Wichtiges Kulturgut Japans registriert ist. Dieser Jizō wird auch „Wellenbrecher Jizō“ (波切地蔵, Namikiri Jizō) oder „Pfeilablenker Jizō“ (矢負い地蔵, Yaoi Jizō) genannt, weil viele Leidende bei ihm Hilfe suchen.
Rechts neben der Haupthalle steht eine dreistöckige Pagode (三重塔, Sanjunotō; 4), die einzige dreistöckige der Präfektur. Wie aus einer Inschrift in der Spitze zu erfahren ist, wurde die unterste Etage im Jahr 1817, die zweite und dritte im Jahr 1818 fertiggestellt. Vollendet wurde die Pagode im Jahr 1829, sie ist als Kulturgut der Präfektur registriert. Vor dem Abtbereich befinden sind die Daishidō (大師堂), also die Halle, die dem Tempelgründer gewidmet ist, und die Gomadō (護摩堂).

## Schätze
Zu den Tempelschätzen gehören ein seidenes Gewebe mit der Darstellung Buddhas, der dem Jizō auf einer rosafarbenen Wolke erscheint (絹本著色地蔵来迎図, Kempon chakushoku Jizō raigō zu) aus dem 13. bis 14. Jahrhundert und eine Seide mit der Darstellung Shakas mit zwei Begleitern (絹本著色釈迦三尊図, Kempon chakushoku Shaka sanzon zu) aus dem Beginn der Muromachi-Zeit. Letzteres ist als Wichtiges Kulturgut Japans registriert und wird im Nationalmuseum Kyōto aufbewahrt.

## Bilder

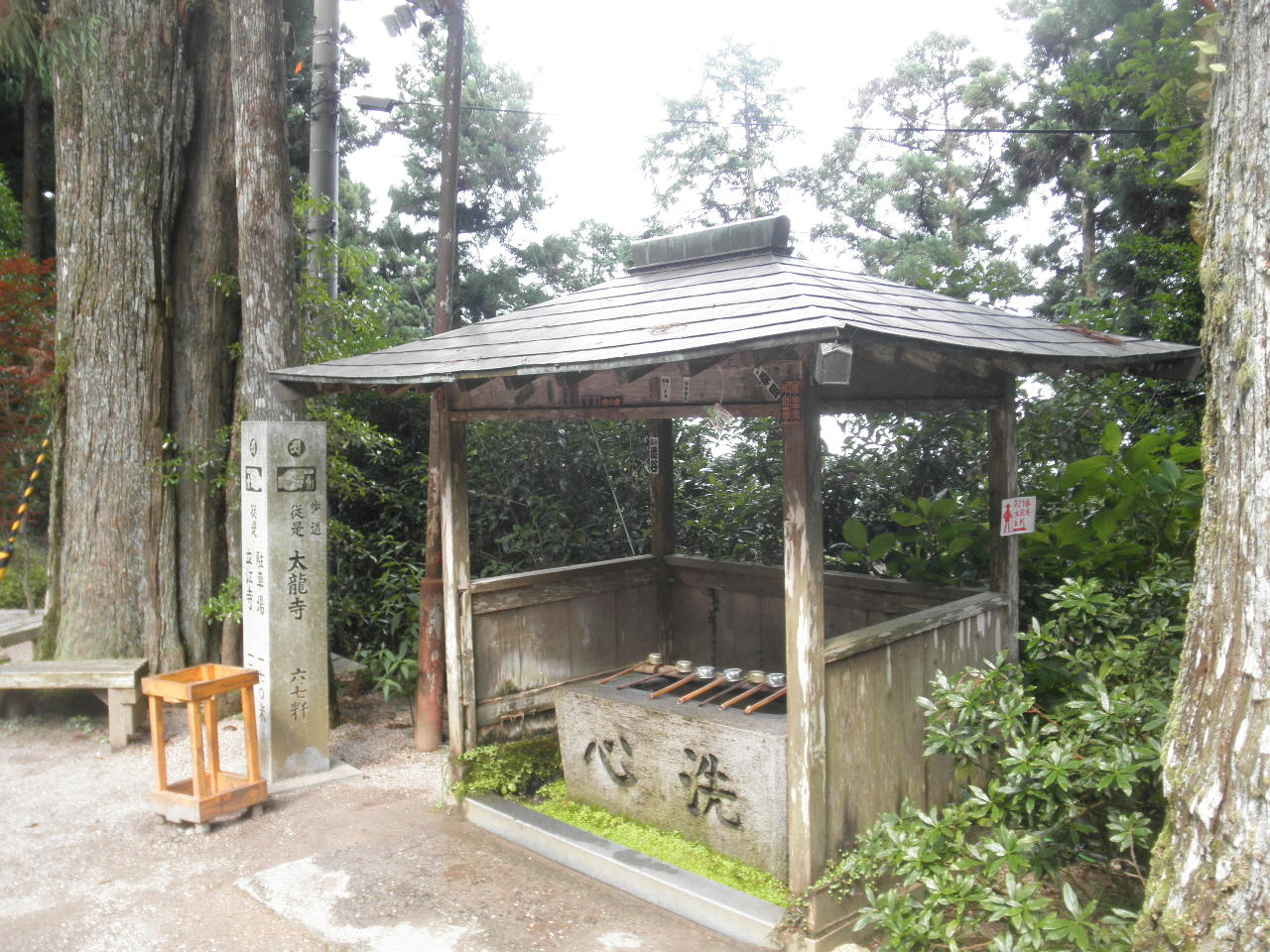
Kokoro-arai[A 1]
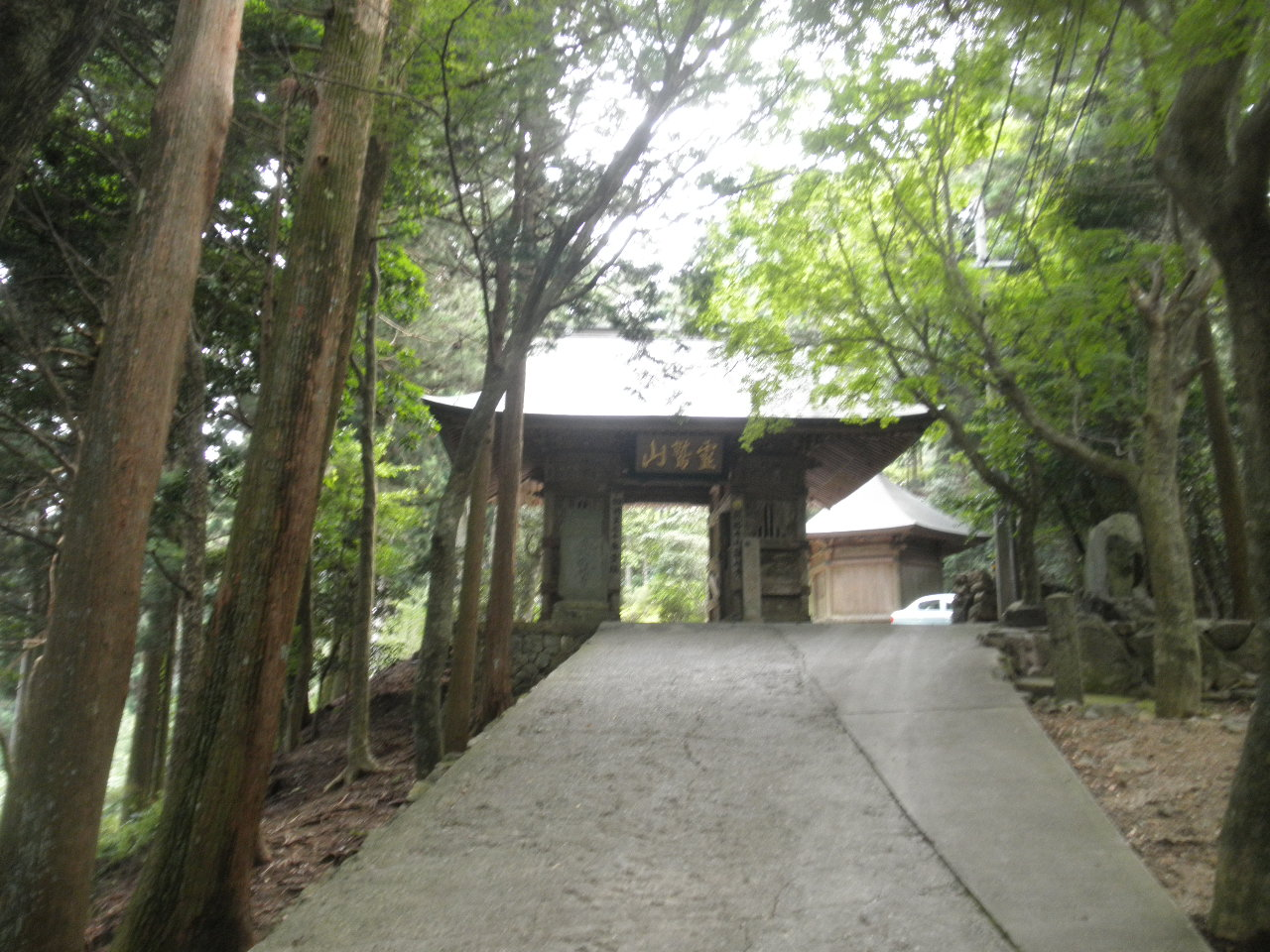
Tempeltor
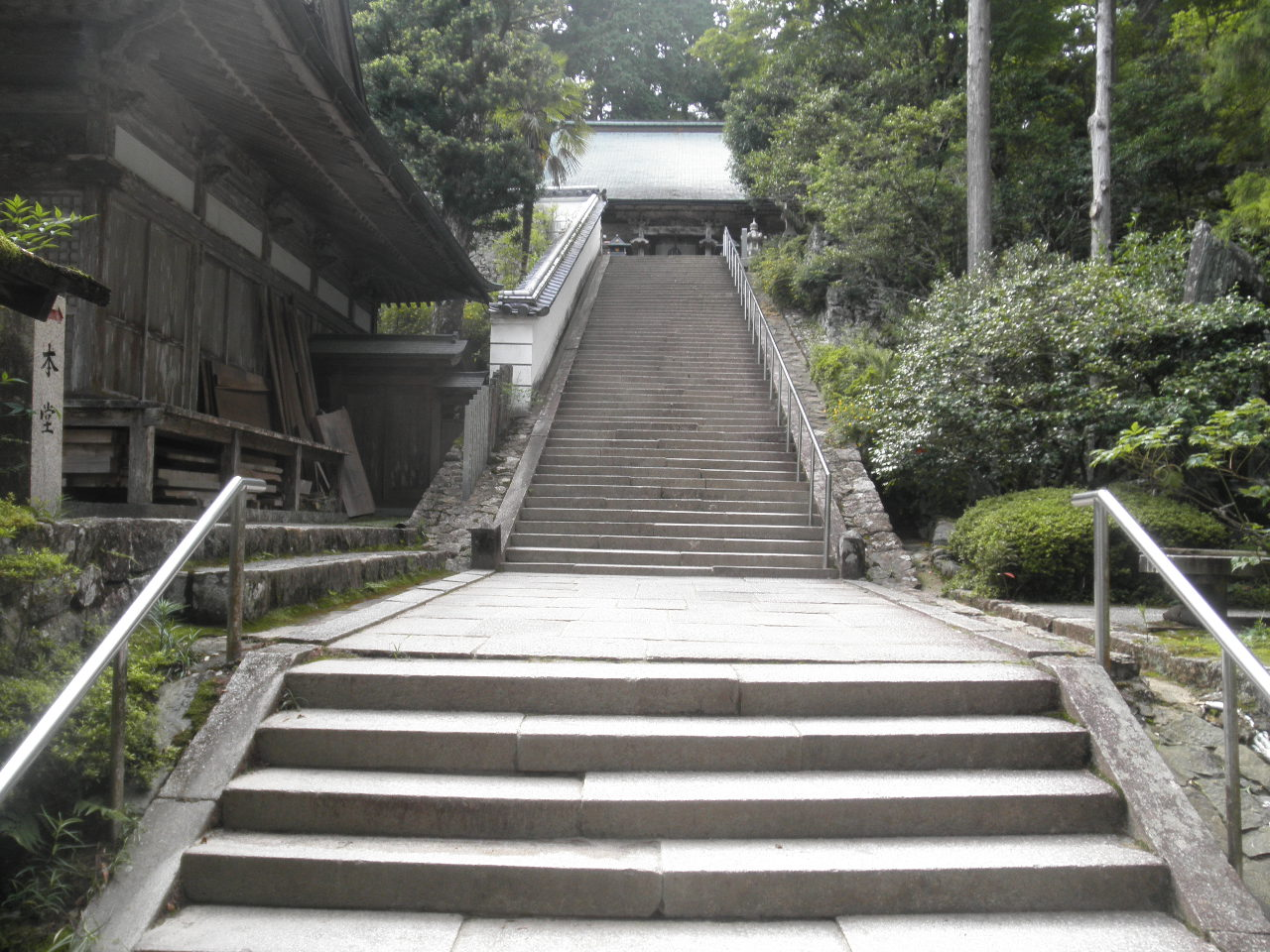
Treppe zur Haupthalle
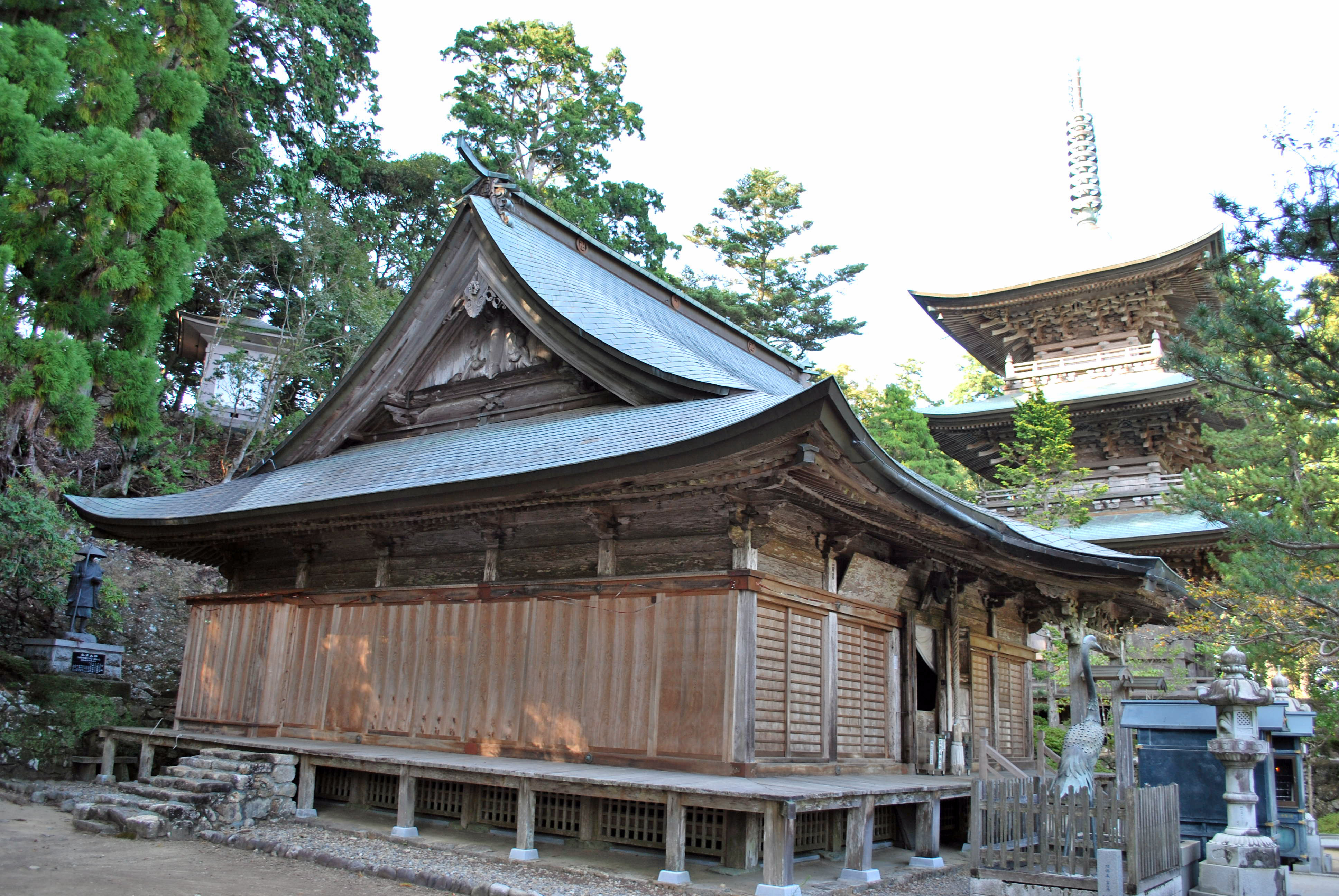
Haupthalle und Pagode